# Нойхаус, Флориан
Фло́риан Кри́стиан Нойха́ус (нем. Florian Christian Neuhaus; род. 16 марта 1997, Ландсберг-ам-Лех, Германия) — немецкий футболист, полузащитник клуба «Боруссия» (Мёнхенгладбах). Выступал за сборную Германии.

## Клубная карьера
Нойхаус — воспитанник клуба «Мюнхен 1860». 21 октября 2016 года в матче против «Штутгарта» он дебютировал во Второй Бундеслиге. Летом 2017 года Нойхаус перешёл в мёнхенгладбахскую «Боруссию», но для получения игровой практики, сразу же был отдан в аренду дюссельдорфской «Фортуне». 31 июля в матче против брауншвейгского «Айнтрахта» он дебютировал за новый клуб. В этом же поединке Флориан забил свой первый гол за «Фортуну». По итогам сезона он помог команде выйти в элиту. Летом 2018 года Нойхаус вернулся в «Боруссию». 25 августа в матче против «Байер 04» он дебютировал в Бундеслиге.
19 ноября 2019 года Флориан Нойхаус продлил контракт с клубом до 2024 года.

## Международная карьера
В 2017 году в составе молодёжной сборной Германии Нойхаус принял участие в молодёжном чемпионате мира в Южной Корее. На турнире он был запасным и на поле не вышел.
В 2019 году в составе молодёжной сборной Германии Нойхаус принял участие в молодёжном чемпионате Европы в Италии. На турнире он сыграл в матчах против команд Дании, Сербии, Австрии, Румынии и Испании.